# Zasobność drzewostanu
Zasobność drzewostanu – objętość (miąższość) drewna znajdującego się w drzewostanie wyrażona w m³ w przeliczeniu na powierzchnię 1 ha, obliczana na podstawie miąższości wszystkich lub części drzew w stosunku do powierzchni. Zasobność można odnieść do grubizny lub do grubizny razem z drobnicą.